# Disporella minima
Disporella minima är en mossdjursart som beskrevs av Moyano 1991. Disporella minima ingår i släktet Disporella och familjen Lichenoporidae. Inga underarter finns listade i Catalogue of Life.